# 20. december
20. december je 354. dan leta (355. v prestopnih letih) v gregorijanskem koledarju. Ostaja še 11 dni.

## Dogodki
- 69 – rimske sile pod vodstvom generala
- 1046 – Klemen III. postane novi papež
- 1192 – na poti domov skozi Avstrijo na ukaz vojvode Leopolda zajamejo in zaprejo angleška kralja Riharda Levjesrčnega
- 1522 – Sulejman Veličastni sprejme vdajo rodoških vitezov (kasneje Malteški viteški red
- 1699 – Peter Veliki prestavi rusko novo leto s 1. septembra na 1. januar
- 1812 – Prvič so izdane pravljice bratov Grimm
- 1910 – Ernest Rutherford dokaže obstoj atomskega jedra
- 1917 – ustanovljena sovjetska tajna policija Čeka
- 1918 – Kraljevina Srbov, Hrvatov in Slovencev dobi prvo vlado
- 1922 – prične izhajati Düševni list, prekmurski evangeličanski časopis
- 1924 – denarna reforma v Avstriji, krono nadomesti šiling
- 1927 – ustanovljen Letalski center Maribor
- 1941 – Japonska zasede Mindanau
- 1942 – Španija in Portugalska skleneta pakt o nevtralnosti
- 1943 – Franco razpusti falango
- 1955 – Jugoslavija je izvoljena za nestalno članico Varnostnega sveta
- 1958:
  - Charles de Gaulle postane prvi predsednik francoske pete republike
  - Ljubljanski tramvaj opravi svojo zadnjo vožnjo
- 1960:
  - v ZR Nemčiji aretiran Richard Baer, poveljnik Auschwitza
  - v Vietnamu je ustanovljena Nacionala Osvobodilna Fronta oziroma Viet Kong
- 1971 – Kurt Waldheim izvoljen za generalnega sekretarja OZN
- 1989 – ZDA napadejo Panamo
- 1994 – Teritorialna obramba Republike Slovenije se preoblikuje v Slovensko vojsko
- 1999 – Macao vrnjen Kitajski
- 2005 – pričetek sojenja 5 pripadnikom Škorpijonov zaradi vojnih zločinov [mrtva povezava]

## Rojstva
- 1537 – Ivan III. Švedski († 1592)
- 1738 – Claude Michel - Clodion, francoski kipar († 1814)
- 1786 – Pietro Raimondi, italijanski skladatelj in pedagog († 1853)
- 1805 – Thomas Graham, škotski kemik († 1869)
- 1837 – Anton Foerster, slovenski skladatelj češkega rodu († 1926)
- 1861 – Ivana Kobilca, slovenska slikarka († 1926)
- 1876 – Walter Sydney Adams, ameriški astronom († 1956)
- 1895 –
  - Ciril Kotnik, slovenski diplomat († 1948)
  - Susanne Langer, ameriška filozofinja († 1985)
- 1899 – Finn Ronne, ameriški raziskovalec norveškega rodu († 1980)
- 1920 – Bruni Löbel, nemška igralka († 2006)
- 1942 – Bob Hayes, ameriški atlet († 2002)
- 1947 – Gigliola Cinquetti, italijanska pevka
- 1957 – Anna Vissi, grško-ciprska pevka
- 1968 – Karl Wendlinger, avstrijski avtomobilistični dirkač
- 1980 – Ashley Cole, angleški nogometaš

## Smrti
- 217 – papež Zefirin
- 1170 – Al-Mustandžid, abasidski kalif (* 1124)
- 1281 – Hartman Habsburški, grof Habsburga, sin Rudolfa I. Nemškega (* 1263)
- 1316 – Ivan I., francoski kralj (* 1316)
- 1326 – Peter Moskovski, metropolit Moskve in celotne Rusije
- 1340 – Ivan I., vojvoda Spodnje Bavarske (* 1329)
- 1355 – Stefan Dušan (Stefan Uroš IV. Dušan Nemanjić, Dušan Silni), srbski car ( * 1308)
- 1524 – Thomas Linacre, angleški humanist, zdravnik in filozof (* 1460)
- 1590 – Ambroise Paré, francoski zdravnik, kirurg (* 1510)
- 1891 – George Bassett Clark, ameriški astronom, optik (* 1827)
  - Msiri, njamveški vladar (* ok. 1830)
- 1908 – Benjamin Ipavec, slovenski zdravnik, skladatelj (* 1829)
- 1914 – Anton Verovšek, slovenski gledališki igralec, režiser (* 1866)
- 1937 – Erich Ludendorff, nemški general (* 1865)
- 1943 – Jurij Nikolajevič Tinjanov, ruski pisatelj, književni teoretik, prevajalec (* 1894)
- 1958 – Fjodor Vasiljevič Gladkov, ruski pisatelj (* 1883)
- 1961 – Earle Christmas Grafton Page, avstralski predsednik vlade (* 1880)
- 1968 – Max Brod, češko-judovski pisatelj, skladatelj (* 1884)
  - John Ernst Steinbeck, ameriški pisatelj, nobelovec  1962 (* 1902)
- 1973 – Luis Carrero Blanco, španski admiral, državnik (* 1903)
- 1982 – Artur Rubinstein, poljsko-ameriški pianist (* 1887)
- 1996 – Carl Sagan, ameriški astronom, eksobiolog (* 1934)
- 2001 – Leopold Senghor, senegalski politik in politični filozof (* 1906)
- 2008 – Albin Planinec, slovenski šahovski velemojster (* 1944)